# Epinephelus daemelii
Epinephelus daemelii är en fiskart som först beskrevs av Günther, 1876.  Epinephelus daemelii ingår i släktet Epinephelus och familjen havsabborrfiskar. IUCN kategoriserar arten globalt som nära hotad. Inga underarter finns listade i Catalogue of Life.